# Rubió del Mig
Rubió del Mig és un poble del terme municipal de Foradada (Noguera). El 2019 tenia 13 habitants. Està situat al contrafort oriental de la serra de Boada.
Hi destaca l'església de Sant Miquel edifici originalment bastit el segle xvi, d'estil renaixentista.
Juntament amb Rubió de Dalt i Rubió de Baix formava l'antic municipi de Rubió d'Agramunt que a meitat del segle xix es va integrar a Foradada.